# Tommy Kirk
Tommy Kirk (Louisville, 10 dicembre 1941 – Las Vegas, 28 settembre 2021) è stato un attore statunitense, noto soprattutto per i suoi ruoli di attore bambino e giovane attore con la Disney tra gli anni cinquanta e e gli anni sessanta, in film come Zanna Gialla (1957), Geremia, cane e spia (1959), Robinson nell'isola dei corsari (1960), Un professore fra le nuvole (1961), Le disavventure di Merlin Jones (1964) e Lo zio dello scimpanzé (1965)..

## Biografia
Nato in Kentucky nel 1941 ma cresciuto in California, Kirk cominciò la sua carriera attoriale quasi per caso accompagnando il fratello maggiore ad un'audizione per una produzione del dramma di Eugene O'Neill Ah, Wilderness! a Pasadena (California). Il ruolo di protagonista andò a Bobby Driscoll, ma Kirk fu assunto perché c'era bisogno di un ragazzino della sua età per una piccola parte nello spettacolo. Bastò questo per attirare su di lui l'attenzione di un'agenzia che lo scritturò per un episodio della serie televisiva TV Reader's Digest nel 1955. Kirk ebbe un successo immediato come attore bambino e gli impegni velocemente si moltiplicarono. Già nel 1956 fu ritenuto all'altezza di apparire come co-protagonista al fianco di Tim Considine nella serie televisiva della Disney: The Hardy Boys: The Mystery of the Applegate Treasure trasmessa nel corso del popolarissimo programma per ragazzi The Mickey Mouse Club. 
La consacrazione internazionale venne con il film Zanna Gialla (1957), di cui Kirk fu protagonista con al fianco Kevin Corcoran come suo fratello minore. Seguirono numerosi impegni televisivi. Ormai giovane attore, nel 1959 apparve in un altro film di successo della Disney, Geremia, cane e spia, che vedeva riuniti con Fred MacMurray tutti i giovani attori di punta della Disney del periodo: Annette Funicello, Tim Considine e Kevin Corcoran. Il sodalizio con Fred MacMurray si ripeté di lì a poco con un altro successo, Un professore fra le nuvole (1961) e il suo sequel Professore a tuttogas (1963). 
Kirk conobbe un altro successo con Le disavventure di Merlin Jones (1964). La sua carriera tuttavia subì un progressivo declino nel corso degli anni sessanta. La sua omosessualità era al tempo uno scandalo che la Disney faceva ormai fatica a nascondere ma soprattutto furono i ricorrenti problemi di droga (che nel dicembre 1964 portarono anche al suo arresto) a rovinare irreparabilmente la reputazione dell'attore, che si ritrovò sempre più ai margini dell'industria cinematografica, relegato nel circuito di film a bassa qualità.
Negli anni settanta Kirk si lasciò alla spalle la carriera di attore, dichiarò apertamente la propria omosessualità, e si adoperò per mettere ordine alla propria vita, superando con successo i suoi problemi con la droga e impegnandosi in un'attività lavorativa con la costituzione di un'impresa di pulizie. Da allora tornò solo occasionalmente a recitare.
Negli anni 2000 sono giunti i riconoscimenti alla sua carriera come una delle Disney Legends che hanno fatto la storia della casa di produzione fondata da Walt Disney.

## Riconoscimenti
- Young Hollywood Hall of Fame[6]
- Disney Legends (2006)

## Filmografia parziale

### Cinema
- The Peacemaker, regia di Ted Post (1956)
- Zanna Gialla (Old Yeller), regia di Robert Stevenson (1957)
- Geremia, cane e spia (The Shaggy Dog), regia di Charles Barton (1959)
- Robinson nell'isola dei corsari (Swiss Family Robinson), regia di John McKimson e Ken Annakin (1960)
- Un professore fra le nuvole (The Absent-Minded Professor), regia di Robert Stevenson (1961)
- Babes in Toyland, regia di Jack Donohue (1961)
- Un tipo lunatico (Moon Pilot), regia di James Neilson (1962)
- Okay Parigi! (Bon Voyage!), regia di James Neilson (1962)
- Professore a tuttogas (Son of Flubber), regia di Robert Stevenson (1963)
- Le disavventure di Merlin Jones (The Misadventures of Merlin Jones), regia di Robert Stevenson (1964)
- Pigiama party (Pajama Party), regia di Don Weis (1964)
- Sam il selvaggio (Savage Sam), regia di Norman Tokar (1964)
- Village of the Giants, regia di Bert I. Gordon (1965)
- Il castello delle donne maledette (The Ghost in the Invisible Bikini), regia di Don Weis (1966)
- Lo zio dello scimpanzé (The Monkey's Uncle), regia di Robert Stevenson (1965)

### Televisione
- TV Reader's Digest – serie TV, episodio 1x01 (1955)
- Lux Video Theatre – serie TV, episodio 6x19 (1956)
- Frontier – serie TV, episodio 1x16 (1956)
- I segreti della metropoli (Big Town) – serie TV, episodio 6x31 (1956)
- Crossroads – serie TV, episodio 1x36 (1956)
- Gunsmoke - serie TV, episodio 2x01 (1956)
- Letter to Loretta – serie TV, episodio 3x29-4x04 (1956)
- The Hardy Boys – serie TV, 29 episodi (1956-1957)
- The O. Henry Playhouse – serie TV, episodio 1x25 (1957)
- The Californians – serie TV, episodio 1x11 (1957)
- Matinee Theatre – serie TV, 4 episodi (1956-1958)
- Playhouse 90 – serie TV, episodio 3x29 (1959)
- Bachelor Father – serie TV, episodio 3x10 (1959)
- Angel – serie TV, episodio 1x30 (1961)
- Disneyland – serie TV, 4 episodi (1961-1962)
- Mr. Novak – serie TV, episodio 1x11 (1963)
- L'ora di Hitchcock (The Alfred Hitchcock Hour) – serie TV, episodio 2x26 (1963)
- 'It's Alive!', regia di Larry Buchanan – film TV (1969)
- Le strade di San Francisco (The Streets of San Francisco) – serie TV, episodio 1x19 (1973)

## Doppiatori italiani
- Massimo Turci in Geremia, cane e spia, Robinson nell'isola dei corsari, Un tipo lunatico, Okay Parigi!, Sam il selvaggio
- Cesare Barbetti in Un professore fra le nuvole, Professore a tuttogas
- Vittorio Guerrieri in Le disavventure di Merlin Jones (doppiaggio tardivo)
- Riccardo Rossi in Lo zio dello scimpanzé (doppiaggio tardivo)
- Massimo De Ambrosis in Giallo a Firenze (doppiaggio tardivo)
- Marco Guadagno in Un professore fra le nuvole (ridoppiaggio)